# Neoharmonia erythroptera
Neoharmonia erythroptera es una especie de coleóptero de la familia Coccinellidae. Existen registro de su presencia en Argentina en la provincias de Buenos Aires y Córdoba.

## Descripción
Tienen forma ovalada, los élitros -que son anaranjados o rojo homogéneo- presentan bordes curvos, excepto en la parte de la mitad anterior. La cabeza es marrón anaranjado; el pronoto es negro, y el borde anterior y lateral son amarillos. El escutelo, que va por detrás del pronoto, también es negro. Tiene las patas negras y las piezas bucales y antenas de color marrón. Alcanza unas dimensiones de entre 3,8 y 5,4 mm de largo.